# چیونگ چین
چیونگ چین (ویتنامی: Trường Chinh؛ زاده ۹ فوریهٔ ۱۹۰۷ – درگذشته ۳۰ سپتامبر ۱۹۸۸) سیاستمدار اهل ویتنام بود. وی از ۴ ژوئیه ۱۹۸۱ تا ۱۸ ژوئن ۱۹۸۷ رئیس‌جمهور این کشور بود.
چیونگ چین در ۳۰ سپتامبر ۱۹۸۸، در سن ۸۱ سالگی درگذشت.
وی همچنین برندهٔ جوایزی همچون نشان لنین و نشان انقلاب اکتبر شده‌است.